# Oksprenolol
Oksprenolol (Trasacor, Trasicor, Coretal, Laracor, Slow-Pren, Captol, Corbeton, Slow-Trasicor, Tevacor, Trasitensin, Trasidex) je neselektivni beta blokator sa intrinsičnom simpatomimetičkom aktivnošću. On se koristi za tretman angine pektoris, abnormalnog ritma srca i visokog krvnog pritiska.
Oksprenolol je lipofilni beta blokator koji prolazi kroz krvno–moždanu barijeru lakše od u vodi rastvornih blokatora. Iz tog razloga on proizvodi veći broj nuspojava u centralnom nervnom sistemu od hidrofilnih liganda atenolola, sotalola i nadolola.

## Spoljašnje veze
|  | Molimo Vas, obratite pažnju na važno upozorenje u vezi sa temama iz oblasti medicine (zdravlja). |